# Bataille de Piedmont
Guerre de Sécession
Batailles
- New Market
- Piedmont
- Lynchburg

La bataille de Piémont s'est déroulée le 5 juin 1864, dans le village du Piémont, dans le comté d'Augusta, en Virginie. Le major général de l'Union David Hunter engage les confédérés sous les ordres du brigadier général William E. « Grumble » Jones au nord de Piémont. Après de sévères combats, Jones est tué et les confédérés sont mis en déroute. Hunter occupe Staunton le 6 juin, et commence bientôt à avancer sur Lynchburg, en détruisant des magasins militaires et de biens publics dans son sillage.

## Contexte
La bataille de Piedmont résulte de l'initiative de 1864 du lieutenant général Ulysses S. Grant visant à maintenir les forces américaines sur l'offensive et d'empêcher les confédérés de déplacer des troupes d'une région à l'autre. Dans la vallée de la Shenandoah, Grant a initialement placé le général d'origine allemande Franz Sigel au commandement. Toutefois, à la suite de la défaite de Sigel à New Market le 15 mai, Grant le relève de son commandement et place le major général David Hunter au commandement de l'armée de la Shenandoah des États-Unis le 21 mai.
Hunter regroupe rapidement sa petite armée et ordonne à ses troupes de vivre sur les fermes abondantes de la vallée de la Shenandoah. Il s'avance dans la vallée vers Staunton, le 26 mai malgré une faible opposition des confédérés. À la suite de New Market, la majorité des forces confédérées dans la vallée rejoint l'armée de Virginie du Nord, ne laissant que la brigade de John D. Imboden et les réserves de la vallée pour s'opposer à Hunter. Imboden garde Robert E. Lee informé des mouvements de Hunter, mais ne peut guère ralentir Hunter avec ses maigres forces. Hunter jette son dévolu sur Staunton, un important centre ferroviaire et logistique de la Confédération.
L'avancée rapide de l'Union juste après leur défaite à New Market prend les confédérés au dépourvu. Engagé de près par l'armée du Potomac, Lee se tourne vers le brigadier général William E. « Grumble » Jones, commandant par intérim département confédéré du sud-ouest de la Virginie et de l'est du Tennessee pour obtenir de l'aide, lui ordonnant d'ouvrir des communications avec Imboden. Jones passe bientôt la Shenandoah avec près de 4000 fantassins et cavaliers démontés.
Le 3 juin, l'armée de l'Union atteint Harrisonburg, en Virginie. Imboden concentre ses forces à Mount Crawford, en Virginie, sur la rive sud de la rivière North, bloquant le chemin direct de Hunter vers Staunton sur la route à péage de la vallée. Imboden, natif de la vallée du comté d'Augusta, en Virginie, établit son quartier général à Grattan House où sa force grossit lorsque les renforts arrivent du sud-ouest de la Virginie. Le matin du 4 juin, Hunter envoie une force de diversion vers Mount Crawford, tandis que son armée principale se dirige vers l'est à Port Republic, en Virginie, où elle campe pour la nuit.
Le général Jones arrive à Grattan House et assume le commandement de l'armée confédérée constituée à la hâte du district de la Vallée. Lorsque les éclaireurs confédérés rapportent la marche de flanc de Hunter, Imboden suggère qu'ils se déplacent vers Mowry's Hill, à l'est d'Augusta pour affronter Hunter. Selon Imboden, Jones accepte de faire marcher son infanterie et sa cavalerie démontée sur Mowry's Hill, à l'est d'Augusta, où ils pourront affronter Hunter le 5 juin. Jones ordonne à Imboden de mener toutes les troupes montées en direction de Mount Meridian, à quelques kilomètres au sud de Port Republic sur la route de Staunton ou de l'est. Jones ajoute que Imboden doit retarder l'avance de Hunter mais demande à Imboden d'éviter toute confrontation sérieuse lorsque les fédéraux approcheront le lendemain matin.

## Forces en présence

### Union
- Ordre de bataille unioniste à Piedmont

### Confédération
- Ordre de bataille confédéré à Piedmont

## Bataille

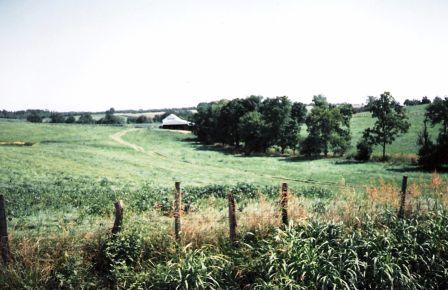
Le 20th Pennsylvania Cavalry de la droite vers la gauche sur cette photo dans le voisinage de la grange vers la rivière Middle où ils parquent des centaines de prisonniers tentant de fuir l'infanterie de l'Union.

Après avoir campé pendant une nuit pluvieuse dans la banlieue sud de Port Republic, l'armée de Hunter marche vers le sud sur Staunton Road vers Mont Meridian à travers la brume du matin. La cavalerie du major général Julius Stahel mène l'avance, repoussant les avant-postes d'Imboden. Lorsque le régiment avancé de Stahel atteint Mount Meridian, Imboden contre-attaque avec succès avec le 18th Virginia Cavalry. Stahel achemine des renforts dans les combats et submerge rapidement les virginiens. Imboden échappe de justesse à la capture et seule la charge de sa brigade au moment opportun, qui comprend des réserves locales, évite le désastre au 18th Virginia. Les Confédérés reculent alors lentement vers le village de Piedmont. Imboden espère unir ses forces avec celles du général Jones à Mowry's Hill, mais est surpris de le trouver à Piedmont. Jones et Imboden débattent de la situation, mais à la fin, Jones remporte discussion.
Jones avance un bataillon de cavalerie démontée, les convalescents et des hommes détachés à plusieurs centaines de mètres en face de son aile gauche, soutenu par une section d'artillerie à cheval, et la progression de Stahel est stoppée. Jones déploie ses deux brigades d'infanterie (son aile gauche) le long du bord de la terre qui s'étend de la route de Staunton (ou de l'est) vers les hautes falaises de la rivière Middle, qui ancre son flanc gauche. Il ordonne Imboden de garder l’extrémité de son flanc droit avec la cavalerie. Immédiatement sur la gauche d'Imboden, les cavaliers de la brigade démontée du brigadier général John C. Vaughn du Tennessee et de Géorgie se mettent en position. Le flanc gauche de Vaughn reste à cinq cent cinquante mètres (six cents yards) à l'arrière de l'aile droite de Jones, ce qui crée un décalage dans le centre de sa ligne. Là, il place deux batteries, dont la réserve d'artillerie du capitaine Marquis maniée par des jeunes hommes de 17 - 18 ans du comté d'Augusta.

Le chef d'état-major de Hunter, le colonel David Hunter Strother, décrit le champ de bataille : 
La position de l'ennemi était forte et bien choisie. C'était un conclave de collines boisées commandant une vallée ouverte entre et ouverte, des pentes douces en face. Sur notre droite avant le village de Piedmont se trouvait une ligne de rondins et de défenses ferroviaires très avantageusement situées à l'orée d'une forêt, juste derrière la montée d'une colline douce et ouverte, de sorte que les troupes se déplaçant sur cette colline pouvaient être fauchées par les mousquets à partir des ouvrages à courte portée et pour empêcher l'artillerie d'être utilisée contre eux. Le flanc gauche de cette palissade reposait sur un promontoire avec une pente raide et irréaliste de soixante pieds de haut et lavé à sa base par la Shenandoah [rivière Middle].
À midi, l'infanterie de Hunter, sous le commandement du brigadier général Jeremiah C. Sullivan, avance. La brigade du colonel Augustus Moor rencontre la ligne avancée de Jones sur le côté ouest de la route de Staunton (Est), s'arrêtant au bord d'un terrain boisé en face de l'endroit où les confédérés de Jones sont stationnés. Sullivan ordonne d'avancer, mais l'infanterie bien protégée de Jones repousse la progression. Sur le côté est de la route, la brigade du colonel Joseph Thoburn avance par l'intermédiaire d'un ravin boisé vers la position d'Imboden sous le feu de l'artillerie. Thoburn se retire pour soutenir l'artillerie de l'Union quand il voit que Moor est repoussé. À ce stade, le capitaine Henry DuPont, commandant de l'artillerie de l'Union, réduit systématiquement au silence la plupart des canons confédérés. Seules quelques pièces de canons avec Imboden sur l'extrême droite confédérée restent actives. À ce stade, Jones se décide à retirer son aile gauche, de sorte qu'elle est alignée avec Vaughn et Imboden, mais les événements lui font changer rapidement d'avis.
Sullivan renforce Moor avec deux régiments et ordonne à une autre attaque, mais elle est de nouveau repoussée. Cette fois, les confédérés contre-attaquent, mais un combat du 28th Ohio et de certains cavaliers démontés armés de carabines à répétition Spencer soutenus par une section de l'artillerie oblige les sudistes à revenir à leur parapets. À ce stade, un Jones enhardi réarrange ses forces pour lancer une attaque concertée contre la brigade de Moor battue. Jones ordonne à Vaughn d'avancer la plus grande partie de sa brigade vers l'aile gauche. Le 60th Virginia Infantry quitte position à la lisière de la forêt couvrant le grand trou au centre de sa ligne de bataille. Les virginiens se retrouvent dans une deuxième ligne de bataille derrière la ligne principale confédérée, laissant le trou complètement sans défense.
La concentration de troupes de Jones à l'encontre de la brigade de Moor ne passe pas inaperçu. Les fédéraux repèrent le trou sur le flanc droit de l'aile gauche de Jones, et Hunter commande à la brigade de Thoburn d'attaquer la position confédérée vulnérable. Thoburn avance rapidement à quelques mètres de la place de la gauche confédérée avant que ses hommes soient repérés et brisent le flanc sudiste. Dans le même temps, la brigade de Moor rejoint l'assaut contre le front confédéré. Jones tente de récupérer la situation acheminant les réserves de la vallée qui ralentissent la progression de Thoburn, mais sont incapables de le repousser. Jones se précipite vers un petit groupe de confédérés qui se rallient, puis charge l'infanterie de l'Union qui arrive. Une balle de l'Union le frappe à la tête, tuant Jones instantanément. Les forces de l'Union repoussent les confédérés vers les falaises de la rivière Middle, coupant l'armée confédérée en deux. Sur les falaises, les forces convergentes des brigades de Thoburn et de Moor, soutenues par quelques cavaliers de Stahel capturent près de 1000 confédérés indemnes. La section du capitaine John McClanahan de l'artillerie à cheval de Virginie ralentit la progression de l'Union vers le sud, alors elle tenait le terrain, près du village du Piedmont et échappe de peu à la capture.
Sur la route de Staunton (est), le 1st New York Veteran Cavalry lance une poursuite volontariste des confédérés battus. Cependant, une autre section de la batterie de McClanahan et des éléments de la brigade de Vaughn ne sont pas envoyés sur la gauche déployée à la hâte le long de la route entre les villages de Piedmont et de New Hope. Quand les New-Yorkais chassent jusqu'à la route les sudistes qui fuient, cette arrière-garde confédérée ouvre un feu dévastateur sur la cavalerie de l'Union et tempère leur enthousiasme de la poursuite. Bien que moins de 1500 confédérés soient perdus, l'action d'arrière-garde à New Hope a permis aux restes de l'armée de d'échapper à d'autres dommages. Vaughn apprend qu'il est l'officier de plus rang après la mort de Jones, mais il n'est pas familier avec la vallée de la Shenandoah et adopte simplement les recommandations d'imboden. L'armée de Hunter rassemble les prisonniers et s'occupe des blessés à Piedmont, où l'armée de la Shenandoah campe pour la nuit, après avoir perdu près de 900 hommes, tués et blessés. Le lendemain, elle devient la première armée de l'Union à entrer dans Staunton.

## Récipiendaires de la médaille d'honneur
Le soldat Thomas Evans, 54th Pennsylvania Infantry, abat un officier confédéré ralliant les confédérés, se bat avec le porteur des couleurs du 45th Virginia, et lui prend le drapeau.
Le musicien James Snedden, 54th Pennsylvania Infantry, ramasse un fusil et rejoint l'attaque, capture le colonel Beuhring Jones, commandant de la première brigade d'infanterie confédérée.
Le major général Julius Stahel est frappé par deux balles alors qu'il mèné sa cavalerie démontée dans la bataille, se fait soigné ses blessures à l'hôpital de campagne, et retourne pour diriger la charge finale de cavalerie.